# Huawei Mate 9
Huawei Mate 9 je high-endový smartphone s operačním systémem Android. Telefon je vyráběn firmou Huawei a byl představen 3. listopadu 2016.

## Specifikace

### Hardware
Jedná se o phablet s celokovovým tělem a 5.9 palcovým tvrzeným displejem s Full HD rozlišením (1920x1080 pixelů) a 2.5D zakřivením. Je vybaven čtečkou otisku prstů FPC1025, která je vyráběna firmou Fingerprint Cards ze Švédska. Čtečka otisků prstů užívá 4 fázového zabezpečení z důvodu přesnosti a rychlosti. Telfon je vybaven 8 jádrovým čipsetem HiSilicon Kirin 960, který se skládá z ARM Cortex A73/A53 osmijádrového procesoru a Mali G71 grafického čipu, který snižuje spotřebu energie až o 15 %. Dle tvrzení společnosti Huawei byl tento čipset nejrychlejší, který do té doby vyrobili. V září 2017 byla tato rychlost překonána. V telefonu je zabudovaná 4 000 mAh baterie využívající technologii SuperCharge, vyvinutá společností Huawei. Tato technologie umožňuje nabití na 58% během 30 minut nebo plné nabití během 90 minut. Baterie poskytuje zhruba 2 dny výdrže baterie na jedno nabití.
Telefon podporuje sítě GSM, UMTS, LTE. V některých zemích je dostupná i verze podporující dvě SIM karty. Telefon podporuje Wi-Fi, GPS, Bluetooth a NFC.
Dvojčočkový fotoaparát je dodáván firmou Leica. Zadní, hlavní fotoaparát disponuje světelností f/2.2 a rozlišením 12 megapixelů na barevné čočce a světelností f/2.2 a rozlišením 20 megapixelů na monochromatické čočce, což umožňuje uživatelům pořizovat dvě fotky najednou a dosáhnout tak mnohem lepšího detailu. Černobílá čočka může být využita samostatně a obsahuje bezztrátové přiblížení a 4v1 hybridní ostření, které zaručí přibližování bez ztráty kvality. Fotoaparát je také vybaven laserovým ostřením, detekcí pohybu a barevné hloubky a také ostřením na základě kontrastu. Telefon podporuje 4K video a je vybaven přední 8MP kamerou. Je dodáván v šedé, stříbrné, zlaté, hnědé, bílé a černé barvě. Ve vybavě má 4GB RAM, 64GB interním úložištěm a podporou microSD až do 256 GB. Vyrábí se také ve verzích s 4 GB + 32 GB nebo 6 GB + 128 GB.
Kromě toho společnost Huawei uvolnila edici Porshe Design, která kombinuje prvky Porshe designu s technologií Huawei. Je vybeven 6GB RAM, 256GB úložištěm a 5.5 palcovým zakřiveným displejem s aktivní matricí AMOLED s rozlišením 2560x1440 px. Tato edice je dostupná pouze v uhlově černé barvě.

### Software
Telefon je vybaven operačním systémem Android 7.0 Nougat a Huawei nadstavbou EMUI 5.0, která zlepšuje výkonnost systému oproti starším verzím. V únoru 2017 byl telefon vybaven podporou Amazon Alexa pro Spojené státy americké. Jedná se o první telefon, který podporuje optickou stabilizaci Vidhance od firmy IMINT Image Intelligence AB.

## Vydání
Telefon byl zprvu vydán pro trh v Číně, Francii, Německu, Itálii, Japonsku, Kuvajtu, Malajsii, Polsku, Saúdské Arábii, Španělsku, Thajsku a Spojených arabských emirátech.

## Hodnocení
Telefon dostal celkově pozitivní hodnocení. V Tom's Guide Sam Rutherford řekl, že Mate 9 od Huawei má vše, co si jen lze představit. Získáte spoustu funkcí, jako například IR blaster audio, čtečku otisku prstů, velký, světlý, 5.9 palcový displej a stále to bude nejrychlejší Android telefon na trhu. Tech Advisor uvedl, že Huawei Mate 9 má potenciál stát se nejlepší řadou firmy Huawei, s baterií s velkou výdrží ve spojení s výkonným hardwarem, vylepšenou zadní kamera a úžasným designem. Shaan Haider z Geeky Stuffs uvedl, že Mate 9 je skvělý telefon a boduje po všech stránkách. Je vyráběn s velkou a krásnou obrazovkou a výbornou optikou, špičkovým senzorem otisku prstů a nadstavbou EMUI, společně s velkou výdrží baterie.